# 日本クラウド証券
日本クラウド証券株式会社（にほんくらうどしょうけん）は、日本の証券会社。グリーンシート銘柄を扱う。

## 概要
1993年にディーブレイン証券として設立され、のちにみどり証券に商号変更された。日本における本格的な融資型クラウドファンディングサービス「Crowd Bank」の提供を目的として、2013年、現経営陣がみどり証券（旧・ディー・ブレイン証券）に対してTOBを実施。社名を日本クラウド証券と変更し、「クラウドバンク」の運営を開始した。クラウドファンディング協会会員。
誰もが気軽に投資を始められる新しい資産運用プラットフォームをコンセプトに、融資型クラウドファンディングサービス「Crowd Bank」、「金取引サービス」を提供している。

## 沿革
- 2013年
  - 2月 - みどり証券株式会社（旧・ディー・ブレイン証券）に対して株式公開買付けを実施
  - 4月 - 日本クラウド証券株式会社に商号変更、本店を東京港区に移転
  - 7月 - インターネットによる公募増資を実施
  - 9月 - 貸金業登録
  - 10月 - 第三者割当増資を実施（資本金110,000,000円）
  - 12月 - 融資型クラウドファンディングサービス「Crowd Bank」を開始
- 2014年2月 - グリーンシートポータルサイト「Crowd Equity」をリニューアルオープン
- 2015年7月 -  法令違反により財務省関東財務局より3カ月の業務停止命令を受ける[1]
- 2020年12月 - 第一商品株式会社との資本業務提携を締結[2]
- 2021年
  - 6月 - 「金取引サービス」取扱い開始[3]
  - 12月 - 「純金積立サービス」取扱い開始[4]

## サービス
- Crowd Bank - 資産運用サービス。サイト上で募集している様々なファンドから気に入ったものを選び、プロが行う融資による資産運用に参加できる。個人・小口投資家を対象とした従来の金融商品と比較して、魅力的な利回りを提供しながらも、元本の保全性が高い金融商品を提供する。誰でも簡単に1万円から投資可能で、現在では累計応募総額2,500億円[5]を超えている。融資型クラウドファンディングサービスでは人気ナンバーワン[5]。アプリも提供。

## グリーンシート銘柄の取り扱い
- グリーンシート募集全銘柄数149社中、主幹事141社（累計）。総調達額112億円。
- 毎日の売買注文に基づき気配を提示し、取引をつなぐ仕組みを提供。
- グリーンシートから証券取引所に上場した企業は11社、経営統合により上場企業となった企業は5社。
- 業務停止以降、同業務は行われてない。

| 上場月     | 銘柄名                 | 上場市場                   | 摘要               |
| ---------- | ---------------------- | -------------------------- | ------------------ |
| 2003年2月  | ビジネス・ワン         | 福岡証券取引所Q-Board      | グリーンシート経由 |
| 2004年3月  | アルファ・トレンド     | 札幌証券取引所アンビシャス | グリーンシート経由 |
| 2005年2月  | cotta                  | 福岡証券取引所Q-Board      |                    |
| 2005年4月  | エムビーエス           | 福岡証券取引所Q-Board      |                    |
| 2005年5月  | セレブリックス         | 大阪証券取引所ヘラクレス   |                    |
| 2005年8月  | エイジア               | 東京証券取引所マザーズ上場 |                    |
| 2006年2月  | ハウスフリーダム       | 福岡証券取引所Q-Board      |                    |
| 2006年4月  | エコミック             | 札幌証券取引所アンビシャス |                    |
| 2006年7月  | ナノテックス           | 札幌証券取引所アンビシャス |                    |
| 2006年8月  | TRUCK-ONE              | 福岡証券取引所Q-Board      |                    |
| 2006年8月  | イージーユーズ         | 札幌証券取引所アンビシャス |                    |
| 2006年11月 | マルマエ               | 東京証券取引所マザーズ上場 |                    |
| 2006年12月 | トラストパーク         | 福岡証券取引所Q-Board      |                    |
| 2007年2月  | インネクスト           | 札幌証券取引所アンビシャス | グリーンシート経由 |
| 2007年2月  | テラネッツ             | 札幌証券取引所アンビシャス |                    |
| 2007年8月  | オストジャパングループ | 札幌証券取引所アンビシャス | グリーンシート経由 |
| 2008年2月  | インサイト             | 札幌証券取引所アンビシャス |                    |